# 인문 계열
인문 계열은 인문학, 사회과학을 필두로 하여 인간 사회의 문화와 사회 질서 및 역사와 그 문화에 따른 언어학(영어, 한글)을 탐구 및 연구하는 교육 과정을 의미한다. 인문 계열을 인문사회과정이라고도 한다.

## 문과
문과는 인문 계열의 일본식 표현이다. 일반적으로 인문 계열보다 문과로 흔히 일컬어진다. 수능에서는 '사회탐구 영역' 응시자 혹은 '수학 A형 (구 수리 나형)' 응시자를 문과로 부르는 경우가 많다. 후자의 경우 수리 나형+과탐 선택자도 문과로 분류한다.

## 같이 보기
- 자연 계열(이과)